# Pölöskei Muskat
Pölöskei Muskat ist eine Weißweinsorte mit feinem Muskataroma, die als Tafeltraube verwendet wird. Gezüchtet wurde sie von Sandor Szegedi im Jahr 1980 in Kecskemét, einer Stadt in Ungarn. Die Beeren sind rundlich, gelb mit leicht grünlichen Stich. Die Beerenreife liegt ca. 5–10 Tage nach dem Gelben Augusteller Anfang bis Mitte September. Pölöskei Muskat hat eine sehr hohe Toleranz gegen echten Mehltau und falschen Mehltau. Sowohl die Trauben als auch die Beeren werden größer als die des Gelben Augustellers. Bei optimaler Witterung muss darauf geachtet werden, dass vor allem junge Rebstöcke nicht überlastet werden, da die Erträge meist sehr hoch sind.
- Holzreife: gut
- Pilztoleranz: sehr hoch
- Frostfestigkeit: bis −18 °C

Siehe auch den Artikel Weinbau in Ungarn sowie die Liste von Rebsorten.
Abstammung: Zalagyöngye x (Glorie Hungriae x Erzsebet Kiralyne Emleku)